# Dominikia peruana
Dominikia peruana är en skalbaggsart som beskrevs av Jerzy Borowski och Wegrzynowicz 2007. Dominikia peruana ingår i släktet Dominikia och familjen kapuschongbaggar. Inga underarter finns listade i Catalogue of Life.